# Svenska Estland
Svenska Estland kallas oftast den äldsta av de tre besittningar som Sverige hade söder om Finland under stormaktstiden. Den omfattande landskapen Harrien, Jerwen och Wierland, samt senare även Dagö, inom nuvarande Estland. Största stad var Reval (dagens Tallinn). Sverige förlorade alla tre områdena till Ryssland vid freden i Nystad år 1721.

## Estland under svenskt styre
På 1520-talet vann lutherska reformationen insteg i Estland, huvudsakligen genom Johan Lange, den förste lutherske superintendenten i Reval. Reformationen hade emellertid undergrävt Livlands gamla statsskick. Tyska Orden kunde, såsom en katolsk institution, rimligtvis inte stå i spetsen för ett protestantiskt land. Den gamla livländska konfederationen råkade i förfall, och då 1558 det stora ryska kriget utbröt, visade sig snart, att den inte var i stånd att längre värna landets oavhängighet.
Redan 1558 begärde landmästaren Gotthard Kettler hjälp av Gustav Vasa, men varken denne eller Erik XIV ville gå in på hans överdrivna anspråk. Underhandlingarna med honom avbröts, men Erik XIV lovade Reval på dess begäran skydd, under villkor att staden gav sig under Sverige. Kettler hade under tiden fått hjälp av Polen och förlagt en avdelning polska trupper till slottet i Reval, men 1561 kom Klas Kristersson Horn till Reval och tvang den polska besättningen till kapitulation. Efter långvariga underhandlingar med Horn avlade Revals borgerskap samt ridderskapet i Harrien, Wierland och Jerwen trohetseden till kungen av Sverige, varemot denne 2 och 8 augusti 1561 stadfäste deras gamla privilegier, fri- och rättigheter, sådana Estland fått dem av ordensmästarna.
I freden i Stettin 1570 behöll Sverige Estland, medan Danmark fick Wiek och Ösel. Från augusti 1570 till mars 1571 belägrade ryssarna och den med dem förbundne hertig Magnus av Danmark Reval visserligen utan framgång, men först sedan Reval undergått ännu en belägring genom ryssarna och Pontus De la Gardie på 1580-talet börjat sina krigsbedrifter i Ryssland, lyckades det Sverige att genom fördraget med Ryssland vid Pliusa 5 augusti 1583 befästa sitt herravälde över Estland, med vilket nu, efter hertig Magnus död, även Wiek återförenades.

## Författning och förvaltning under svensk styrelse

Estlands vapen, broderat för hästtäcke buret vid Karl X Gustavs begravning den 4 november 1660.

Grundvalen för Estlands förhållande till Sverige förblev landets gamla privilegier, vilka undan för undan konfirmerades av de svenska konungarna, som gentemot landet trädde i ordensmästarens ställe. Land och stad bibehölls vid en mycket vittgående självstyrelse, vars förnämsta organ var ridderskapets lantdagar, Revals råd och de bägge andliga konsistorierna, ett för landet, ett för Reval.
Centralregeringens inflytande gjorde sig dock på många sätt gällande: landets högste styresman blev konungens representant, generalguvernören över Estland. Under honom stod de av kungen utnämnde ståthållarna i de gamla ordens- och biskopsslotten, vilka jämte dem tillhörande områden indragits under kronan och för dess räkning förvaltades av ståthållarna, som även förde befälet över slottens besättningar.
I rikets försvar deltog Estland endast med adelns rusttjänst (Estländska adelsfanan), men i de fasta platserna, särskilt Reval, fanns ständiga garnisoner av värvade svenska trupper, i vilkas underhåll landet deltog, överbefälet fördes av generalguvernören.
Rättskipningen förblev lokal, men generalguvernören blev ordförande i landets överdomstol (Oberlandgericht), och kungen utnämnde även justitieborgmästaren i Reval, vilken var ordförande i stadens råd. Sedan 1630 hovrätten i Dorpat i svenska Livland inrättats, blev denna högsta instans även för Estland.
Underdomstolarna var fortfarande: Manngericht och Hakengericht på landet, rådhusrätten i Reval och för slotten den s. k. Burggericht i Reval; i alla saker, som på något sätt rörde religionen, hade konsistorierna en vidsträckt jurisdiktion. Upprepade försök att i landet införa svenska landslagen, åtminstone såsom subsidiär rättskälla, strandade på befolkningens motvilja att låta pruta på sina privilegier, fastän domstolarnas mångfald och särskilt rivaliteten mellan de egentligen inhemska domstolarna och den efter svensk rätt dömande och av kronan understödda Burggericht gav anledning till ständiga kompetenstvister och en viss rättsosäkerhet.
Landet hade lidit förfärligt under det tjugufemåriga kriget, nära två tredjedelar var ödelagt och under hela den svenska tiden lyckades man icke att fullständigt utplåna spåren efter härjningen. Visserligen försvårade de många krigen och adelns motstånd svenska regeringens reformförsök, men trots motståndet genomfördes vissa reformer som hjälpte gemene man. Bland annat upphävdes godsägarnas domsrätt över de "fria" bönderna inom en godsägares område. Likaledes blev böndernas prestationer och avgifter till godsägarna fixerade genom så kallade Wackenbücher. Dessutom fick bönderna rätt att klaga över intrång från godsägarens sida.
Karl XI:s försök att även upphäva livegenskapen, vilket han lyckats med i svenska Livland, strandade dock på massivt motstånd från adeln, som dessutom var uppretad emot konungen till följd av hans reduktioner. År 1700 började stora nordiska kriget, och 1710 kom Estland i ryssarnas händer. Adelns sympatier för det autokratiska Ryssland och Patkuls förräderi påskyndade erövringen. Den 28 september samma år kapitulerade Reval och det estländska ridderskapet, varvid Peter I stadfäste Estlands gamla privilegier och återlämnade till ägarna största delen av de genom reduktionen indragna godsen. Genom freden i Nystad 1721 avträddes Estland formellt till Ryssland.

## Guvernörer och generalguvernörer över hertigdömet Estland

### Guvernörer över hertigdömet Estland 1561–1674
- 1561-1562 Lars Ivarsson Fleming
- 1562-1562 Henrik Klasson Horn
- 1562-1564 Svante Stensson Sture
- 1564-1565 Hermann Pedersson Fleming
- 1565-1568 Henrik Klasson Horn af Kanckas
- 1568-1570 Gabriel Kristiernsson Oxenstierna
- 1570-1572 Hans Björnsson till Lepas
- 1572-1574 Claes Åkesson Tott
- 1574-1575 Pontus de la Gardie
- 1576-1578 Karl Henriksson Horn
- 1578-1580 Göran Boije
- 1580-1581 Svante Eriksson Stålarm
- 1582-1583 Göran Boije
- 1583-1585 Pontus de la Gardie
- 1585-1588 Gustaf Gabrielsson Oxenstierna
- 1588-1588 Hans Wachtmeister
- 1588-1590 Gustaf Axelsson Banér
- 1590-1592 Erik Gabrielsson Oxenstierna
- 1592-1600 Göran Boije
- 1600-1601 Karl Henriksson Horn
- 1601-1602 Moritz Stensson Leijonhufvud

- 1603-1612 Anders Larsson till Botila
  - 1605-1605 Nils Turesson Bielke
  - 1605-1608 Axel Nilsson Ryning
- 1611-1617 Gabriel Bengtsson Oxenstierna
- 1617-1619 Anders Eriksson Hästehufvud
- 1619-1622 Jakob de la Gardie
- 1622-1626 Per Gustafsson Banér
- 1626-1628 Johan de la Gardie
- 1628-1642 Philip von Scheiding
- 1642-1646 Gustaf Gabrielsson Oxenstierna
- 1646-1653 Erik Axelsson Oxenstierna
- 1653-1653 Wilhelm Ulrich
- 1653-1655 Heinrich von Thurn-Valsassina
- 1655-1655 Wilhelm Ulrich
- 1655-1656 Bengt Skytte
- 1656-1656 Wilhelm Ulrich
- 1656-1674 Bengt Horn
- 1674-1674 Johan Christoph von Scheiding

### Generalguvernörer över hertigdömet Estland 1674–1710
- 1674-1681 Anders Torstenson
- 1681-1687 Robert Lichton
- 1687-1687 Nils Bielke
- 1687-1704 Axel Julius De la Gardie
- 1704-1706 Wolmar Anton von Schlippenbach
- 1706-1709 Nils Stromberg
- 1709-1710 Carl Gustaf Nieroth